# Winstonville
Winstonville est une ville située dans le comté de Bolivar, dans l’État du Mississippi, aux États-Unis.